# Kvinden med den tunge kuffert
Marie Madeleine Steen (født Inger Marie Nerby, 27. oktober 1957 i Gjøvik, død 20. april 2022), bedre kendt som Kvinden med den tunge kuffert efter en podcast af samme navn, var en norsk kvinde, der bl.a. blev dømt for 22 tilfælde af bedrageri begået i Danmark.
Third Ear lavede i 2016 en podcast i 7 episoder, som omhandlede Marie Steen og hendes svindelsag fra Danmark. Serien blev kaldt Kvinden med den tunge kuffert efter hendes fremgangsmåde og den tunge kuffert, hun transporterede med sig.